# Кеті О'Дауд
Кеті О'Дауд (англ. Cathy O'Dowd, нар. у 1968) — південно-африканська скелелазка, альпіністка, письменниця і мотиваційна ораторка. Вона стала першою жінкою, яка досягла вершини гори Еверест з південної та північної сторін — 25 травня 1996 року та 29 травня 1999 року відповідно.
О'Дауд виросла в Йоганнесбурзі, ПАР. Навчалася в школі для дівчат Святого Андрія. Скелелазінням почала займатися ще в університеті. У віці 21 року вона взяла участь у своїй першій гірській експедиції на хребет Рувензорі в Центральній Африці.

## Експедиції на Еверест

### Сходження південно-східним хребтом
Ближче до кінця 1995 року, закінчуючи навчання на магістратурі з медіазнавства в Університеті Родса, О'Дауд подала заявку та отримала місце в Першій південноафриканській експедиції на Еверест. 11 травня її команда перебувала у високогірному таборі трохи нижче південно-східного хребта, готуючись до сходження на вершину, коли почалася хуртовина, змусивши команду відкласти спробу сходження. У тій хуртовині під час спуску з вершини загинули вісім альпіністів, зокрема керівники двох експедицій Скотт Фішер та Роб Голл 25 травня 1996 року О'Дауд нарешті досягла вершини. Один з членів південноафриканської групи, 37-річний Брюс Геррод, тоді загинув під час спуску. Його тіло було знайдено наступного року індонезійською експедицією на чолі з Анатолієм Букрєєвим.

### Сходження північним хребтом
У 1998 році О'Дауд спробувала піднятися на північний схил Евересту тим маршрутом, де у 1924 році зник Джордж Меллорі. Її спроба завершилася за кілька годин до вершини, коли вона натрапила на Френсіс Арсентьєву, американську альпіністку, що вибилася з сил і замерзала на схилі. Разом з супутником Ієном Вудоллом вони відмовилися від сходження і понад годину намагалися допомогти постраждалій, але врешті були змушені спуститися, залишивши Арсентьєву.
У 1999 О'Дауд повернулася на Еверест і цього разу вдало зійшла на вершину, ставши першою жінкою, яка підкорила Еверест і з північного, і з південного боків. У 2000 році вона стала четвертою жінкою, яка піднялася на Лхоцзе, четверту за висотою гору світу.

### Сходження східним схилом
У 2003 році О'Дауд намагалася пройти новим маршрутом по східному схилу Евересту, але ця спроба виявилася невдалою.

## Інші експедиції
Навесні 2004 року О'Дауд приєдналася до британки Рони Кант та норвежця Пер-Торе-Хансена в експедиції на собачих упряжках протяжністю 650 кілометрів через норвезьку Арктику, від Стіггедалена до Нордкапа, найпівнічнішої точки Європи.
Кеті О'Дауд підкорювала гори південної та центральної Африки, Південної Америки, Альп та Гімалаїв. Вона залишається активною альпіністкою, скелелазкою та лижницею.
У 2001 році вона вийшла заміж за керівника першої південноафриканської експедиції на Еверест Ієна Вудолла та живе в Андоррі у Піренеях.

## Книги
- «Everest: Free To Decide» («Еверест: Свобода вибору») — Кеті О'Дауд і Ієн Вудолл (Struik Publishers(інші мови)), 1998 ISBN 1-86872-101-9
- «Just for the love of it» («Просто з любові до цього») — Penguin Random House (Free To Decide Publishers), 2001 ISBN 0-620-24782-7